# اتصال واسطي
الاتصال الواسِطِيّ (أو التفاعل الواسطي. والخطاب الواسطي أقل استعمالًا منهما) مصطلح يشير إلى اتصال يكون بواسطة تكنولوجيا المعلومات والاتصالات، خلافًا للاتصال وجهًا لوجه. أغلب التقنيات التي نستعملها الآن متعلقة بالحواسيب، ومن ثَم انتشر مصطلح «الاتصال بواسطة الحاسوب»، لكن الواسطة التقنية لا يلزم أن تكون حاسوبًا، فالكتابة بورقة وقلم تُعَد أيضًا اتصالًا واسطيًّا. ولهذا عرَّفه جوزيف ديفيس بأنه: استعمال أي وسيط تقني للنقل عبر الزمان والمكان.
لطالما كان الاتصال الواسطي أَنْدر من الاتصال وجهًا لوجه. صحيح أنْ كان بين أيدي البشر منذ آلاف السنين تقنيات للاتصال عبر الزمان والمكان، ولكن كان أغلبهم مفتقرين إلى المهارات التي تتيح لهم استعمالها، من قبيل القراءة والكتابة. بدأ هذا يتغير في أوروبا في القرن الخامس عشر باختراع يوهان غوتنبرغ للمطبعة، الاختراع الذي نشر النصوص المكتوبة وأدى إلى محو الأمية. يجدر التنويه بأن ثقافة الطباعة الأولى كانت صينية. لكن أيًّا ما كانت الثقافة، فقد قل التفاعل وجهًا لوجه وأخذ يحل محله الاتصال الواسطي.
يشغِّل الاتصال الواسطي حاسّات أقل مقارنة بالاتصال وجهًا لوجه، وينقل إشارات وتلميحات رمزية أقل (فمعْظمه لا ينقل التعابير الوجهية)، ويُعد أكثر خصوصية. ويَلزم المتواصلين بعضُ الخبرة التقنية لتشغيل التقنيات الوسيطة. تتيح التقنيات المُحَوْسَبة الجديدة، التي من قبيل الهواتف المحمولة والرسائل الفورية، للاتصال الواسطي نقل رموز شفوية وغير لفظية أكثر مما كانت تنقله الأدوات الأقدم.
نوع التقنية الوسيطة قد يؤثر أيضًا في المعنى. وأشهر ما قيل في هذا قول مارشال ماكلوهان: «الوسيلة هي الرسالة».
فرَّق كنوت لُندبي (2009) بين 3 من صور الاتصال الواسطي: الاتصال الواسطي بين الأشخاص، والاتصال التفاعلي، والاتصال الجماهيري. لكن جون طومسون (1995) استبعد الاتصال الجماهيري من تلك الصور، وعَدَّه نوعًا ثالثًا إلى جانب الاتصال وجهًا لوجه والاتصال الواسطي، وسمَّاه «شبه تفاعل واسطيًّا».

## الفرق بينه وبين الاتصال وجهًا لوجه
ليس بين النوعين إلا تشابُهات قليلة، منها أن التآزر بين المتَّصِلِين قائم في كليهما. لكن بينهما اختلافات كثيرة، وللاتصال الواسطي قيود مقارنةً بالاتصال وجهًا لوجه. يختلفان من حيث: كثافة المفردات، ومدى استعمال البِنَى النحوية، ومختلف الروابط بين الجُمل، وبناء الجُمل، والاستمرارية... إلخ. وهذه الاختلافات قد تغير المعنى طبعًا. الاتصال بالرسائل النصية والبريد الإلكتروني مثلًا يحوي مزيجًا من صور الكتابة والحديث، وهذا متَّضِح في الاختزال واستعمال العامية. وفي التعبير عن المعنى نفسه تُستعمل تلميحات لفظية (أو نصِّية) بدلًا من التلاميح غير اللفظية.
يرسِل الأفراد بواسطة التقنيات الحاسوبية في المرة الواحدة معلومات أكثر مما يرسلونه بأي نوع اتصالي آخر –وهذا شامل الاتصال وجهًا لوجه. هذه الزيادة في معدل نقل المعلومات تتيح صور اتصال استغلالية مؤذية، كالتنمر والخداع الإلكترونيَّين. فـ«التفارُق» و«إزالة التثبيط» المرتبطان بالاتصال الواسطي قد يحُولان بين المتعرِّضين للخداع وتفسير ردود أفعال الخادِعين، لأن المعلومات المرسَلة عبر وسائط بدل الاتصال وجهًا لوجه تفتقر إلى التلميحات غير اللفظية، أو قد تتعرض تلك التلميحات فيها إلى تحوير.